# Iglesia San Vito
La iglesia filial católica catalogada de San Vito se encuentra en el distrito de Altenfelden del mercado de Allersberg en el distrito de Roth (Franconia Media, Baviera). El edificio está registrado como monumento en la lista bávara de monumentos con el número de monumento D-5-76-113-39. La iglesia pertenece a la parroquia de Maria Himmelfahrt Allersberg en el decanato Roth-Schwabach de la diócesis de Eichstätt.

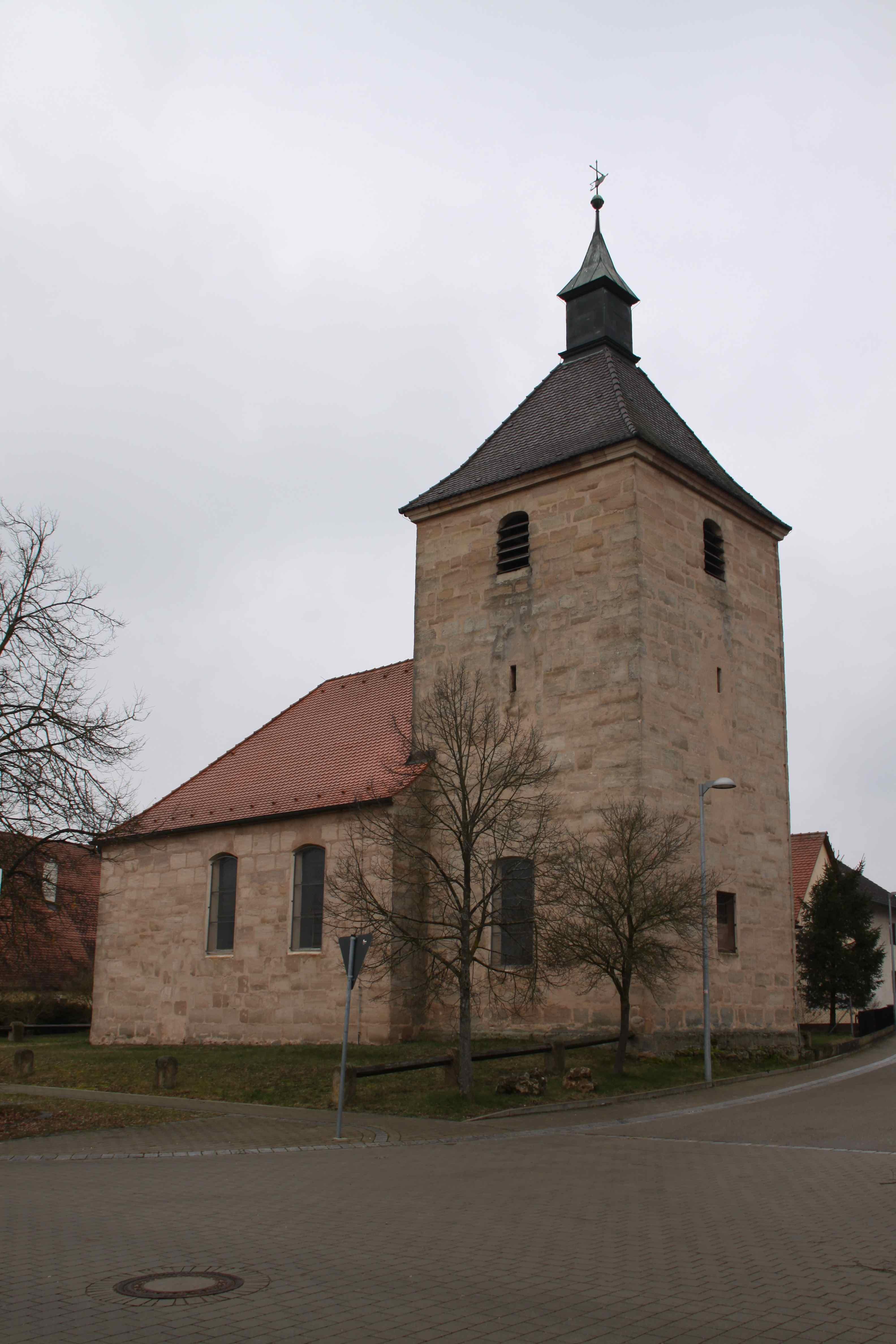
Iglesia San Vito

Los pisos inferiores de la torre del coro de la iglesia de salón son medievales. Su techo piramidal está coronado por una linterna. A la torre del coro se añadió la nave de sillería con cubierta a dos aguas a mediados del siglo XVIII. Detrás de las arcadas sonoras, el piso superior de la torre alberga el campanario, en el que cuelgan dos campanas de iglesia fundidas en 1964 por Friedrich Wilhelm Schilling. El interior de la nave y el presbiterio, i. h la planta baja de la torre, ambas cubiertas con techo plano pintado. San Vito está representado en la predela del altar mayor, flanqueado por las estatuas de San Miguel y Santa Úrsula. Los altares laterales fueron realizados por Johann Adam Bittner entre 1785 y 1789.